# Église Saint-Nicolas de Sébastopol
L'église Saint-Nicolas (Свято-Никольский храм) est une église orthodoxe, Raïon de Nakhimov à Sébastopol en Crimée. Dédiée à saint Nicolas, patron des marins, elle a été construite au cimetière militaire de la ville en mémoire des marins et soldats tombés pendant le siège de Sébastopol (1854-1855). Sa forme pyramidale en fait un des symboles de la ville. 

## Historique
L'église est construite entre 1857 et 1870 selon les plans de l'architecte Alexeï Avdeïev qui, grâce à ce projet, est nommé académicien. Elle est en forme de pyramide, symbole d'éternité, et surplombée par une croix de seize tonnes. Elle domine le côté nord de la ville. Les murs extérieurs sont ornés de cinquante-six plaques mémorielles de diorite portant le nom des unités qui défendirent Sébastopol pendant le siège de 1854-1855 mené par les Anglais et les Français contre les Russes. Elles indiquent aussi le nombre des combattants russes et le nombre de ceux tombés au combat.
L'intérieur de l'église est orné de trente-huit plaques de marbre noir portant le nom des 943 officiers, amiraux et généraux russes tués pendant le siège. Les portes de bronze sont l'œuvre d'Adolphe Morand. L'intérieur de l'église est d'abord décoré de fresques dans le style byzantin, de la main de Korneïev et Litovtchenko, mais l'humidité oblige à les remplacer par des mosaïques reprenant les motifs des fresques. Les mosaïques furent produites à Venise, aux ateliers Salviati, d'après des esquisses de Protopopov. Pendant l'occupation allemande et les hostilités (1941-1943), l'église souffre de graves dommages. Le dessus de l'édifice s'écroule et la croix est détruite. L'église est restaurée après la guerre. Elle est rendue au culte en 1989.
L'église sert toujours au culte aujourd'hui et les plaques de diorite, ainsi que les mosaïques sont régulièrement restaurées. L'église a connu une restauration d'ensemble en 2011.

## Source
- (ru) Cet article est partiellement ou en totalité issu de l’article de Wikipédia en russe intitulé « Свято-Никольский храм (Севастополь) » (voir la liste des auteurs).